# Mānsa (ort i Indien, Gujarat)
Mānsa är en ort i Indien.   Den ligger i distriktet Gāndhīnagar och delstaten Gujarat, i den västra delen av landet, 700 km sydväst om huvudstaden New Delhi. Mānsa ligger 106 meter över havet och antalet invånare är 29 551.
Terrängen runt Mānsa är mycket platt. Runt Mānsa är det tätbefolkat, med 735 invånare per kvadratkilometer. Mānsa är det största samhället i trakten. Trakten runt Mānsa består till största delen av jordbruksmark.